# Запис Величковића орах (Голубовац)
Запис Величковића орах (Голубовац) се налази на парцели чији је власник Величковић Раде.

## Локација
| Општина             | Параћин                                                          |
| Катастарска општина | Голубовац                                                        |
| Потес               | Чукар                                                            |
| Координате          | 43° 48′ 19″ С; 21° 30′ 33″ И / 43.805300000000003° С; 21.5093° И |
| Надморска висина    | 222m                                                             |

## Карактеристике
Дендрометријске вредности утврђене на терену и сателитским снимцима:
| Стабло                     | Орах |
| Висина стабла              | m    |
| Обим дебла                 | m    |
| Пречник крошње             | 8m   |
| Пречник дебла              | m    |
| Висина дебла до прве гране | m    |

## База записа
Запис је у оквиру Викимедија пројекта "Запис - Свето дрво" заведен под редним бројем 0319.